# Agnes Tuckey
Agnes Tuckey (Marylebone, 8 juli 1877) is een tennisspeelster uit het Verenigd Koninkrijk.
In 1913 won ze het gemengddubbelspel van Wimbledon, samen met Hope Crisp, de eerste maal dat het gemengd dubbelspel op Wimbledon werd gespeeld. Ze speelde ook het enkelspel, waarbij ze in 1908 op Wimbledon tot de kwartfinale kwam.
De zoon van Agnes Tuckey, Raymond Tuckey, was ook een succesvol tennisspeler. In 1931 en 1932 speelden zij samen op het gemengddubbeltoernooi van Wimbledon, voor zover bekend de enige maal dat een moeder-zoon-koppel uitkwam op een grandslamtoernooi.